# Hypopyra dulcina
Hypopyra dulcina är en fjärilsart som beskrevs av Felder 1874. Hypopyra dulcina ingår i släktet Hypopyra och familjen nattflyn. Inga underarter finns listade i Catalogue of Life.